# Léon Serpollet
Léon Serpollet (4 de octubre de 1858 - 1 de febrero de 1907) fue un industrial francés, pionero del automóvil, constructor del primer vehículo de carretera construido industrialmente con motor de vapor y fundador de las industrias "Serpollet Brothers et Cie" y "Gardner-Serpollet".

## Semblanza
|  |  |

Procedente de un pequeño grupo de artesanos carpinteros del Ain, contribuyó en los años 1880 al desarrollo del primer generador de vapor instantáneo, inventado por su hermano mayor Henri (1848-1915), patentado en 1881. Léon conoció al industrial Larsonneau, un socio entusiasta que le ayudaría a crear en 1886 la fábrica de motores "Serpollet brothers and Co" y a abrir talleres en la calle des Cloÿs en París, en el distrito 18.
Los primeros beneficios permitieron a Léon emprender la construcción de un automóvil. Será la primera vez, en 1888, que un proyecto de este tipo convence a los inversores: el triciclo a vapor Serpollet es el primer vehículo industrial, y los pedidos son numerosos.

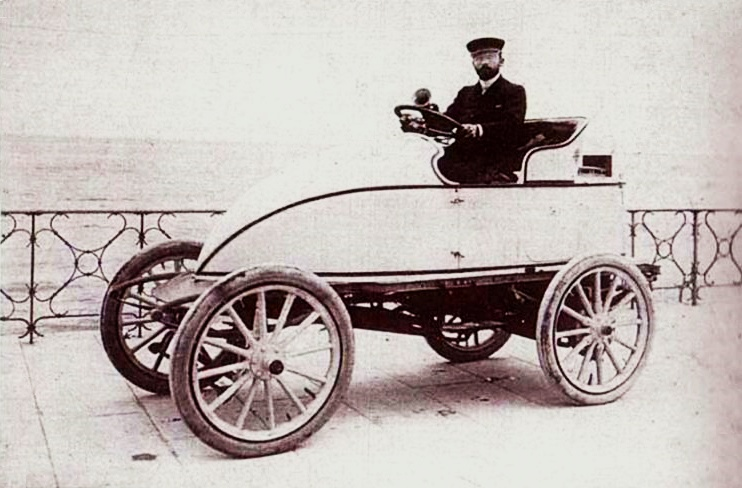
Serpollet a bordo del Huevo de Pascua

El 17 de abril de 1891, Serpollet y Avezard Jr. obtuvieron un permiso de circulación en París, siempre que se condujera a menos de 16 kilómetros por hora. Este documento puede considerarse como el primer permiso de circulación francés, si no del mundo (el precursor, Amédée Bollée había obtenido en 1875 una autorización del Ministro de Obras Públicas para hacer un viaje de Le Mans a París, sin embargo, se le había concedido por tan solo 75 minutos).
Muchos carros de vapor, los antepasados de los autorrailes, también funcionaban con motores de vapor Serpollet, en colaboración con Decauville y Buffaud-Robatel principalmente.
En 1898, Serpollet y Franck Gardner se asociaron para crear la industria de automóviles de vapor franco-estadounidense Gardner-Serpollet. Serpollet se convirtió por entonces en presidente del Moto-Club de Francia.
Louis Renault, entonces un niño, conoció a Serpollet y visitó su oficina en la calle des Cloÿs en París. El futuro industrial incluso realizó un trayecto en un vehículo Serpollet.
Armand Peugeot, fabricante de bicicletas en el Doubs, compró algunos motores Serpollet para equipar el primer modelo de su marca: el Peugeot Tipo 1. Pero al igual que otros fabricantes, se pasó al nuevo motor de combustión interna.
Sin embargo, el automóvil de vapor permaneció como una alternativa viable para el automóvil hasta poco antes de la Primera Guerra Mundial. Un automóvil de vapor Gardner-Serpollet, llamado l'Œuf de Pâques (el Huevo de Pascua), superó en 15 km/h el anterior récord de velocidad logrado tres años antes por Camille Jenatzy en un coche eléctrico. Léon Serpollet, al volante de su automóvil, marcó un registro de 120,8 km/h en el paseo de los Ingleses de Niza el 13 de abril de 1902.
Darracq-Serpollet Omnibus Company de Londres, la empresa conjunta fundada en mayo de 1906 con Alexandre Darracq para fabricar autobuses de vapor para la ciudad de Londres, fue un fracaso. Solo se vendieron veinte unidades, y Darracq & Co perdió dinero en el proyecto.
Serpollet murió en 1907 víctima de un cáncer a la edad de 48 años, después de ser nombrado miembro de la Academia de los Deportes de Francia a mediados de los años 1900.
Fue enterrado con gran ceremonia. Nunca llegó a conocer el inevitable declive del vapor en el emergente campo de la automoción. Su hermano Henri, que permaneció en el anonimato, le sobrevivió durante ocho años.

## Victorias personales[8]
- 1901: kilómetro lanzado y una milla desde la plataforma de Deauville (Auto-Vélo Cup);
- 1901 a 1903: Copa Rothschild del kilómetro lanzado, como parte de la semana -o quincena- de Niza;[9]·[10]
- 1902: Coupe de Caters (Quatre Chemins), en el vapor Serpollet de 20 CV (subida de la colina en la carretera a la Corniche, en la Semana del Motor de Niza);
- 1902: kilómetro desde Bexhill-on-Sea, en el vapor Serpollet de 20 CV;[11]
- 1902: kilómetro lanzado en el bosque de Boulogne (delante del sah);[12]
- 1904: Carrera de la Cota de Val-Suzon (Dijon), en el vapor Serpollet de 9 CV.

(Otras participaciones: París-Burdeos-París en 1895 y París-Berlín en 1901, también 2º del concurso Laffrey de AC Dauphinois, del cual es nombrado miembro en 1902).
Los automóviles de vapor Gardner-Serpollet también ganaron varias carreras costeras en Inglaterra en 1902 y especialmente en 1903, así como en Francia las de Gaillon en 1902, dos veces pilotado por Hubert Le Blon. La primera victoria en una ascensión fue atribuida a Barbereau en 1901, el 24 de noviembre en la primera de las dos carreras en Monrepos (Burdeos), piloto que repite algunos días después en su vehículo de vapor Gardner-Serpollet 6CV.

## Automóviles Serpollet

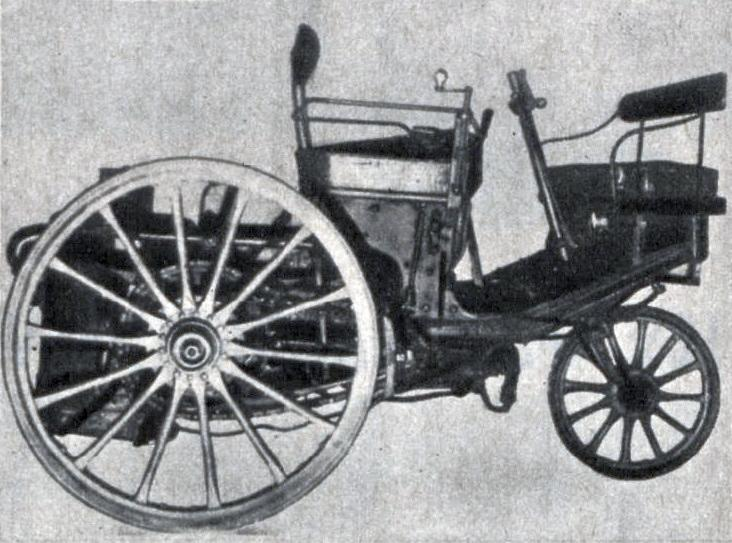
Tricíclo de vapor Serpollet tipo Phaeton (1888)
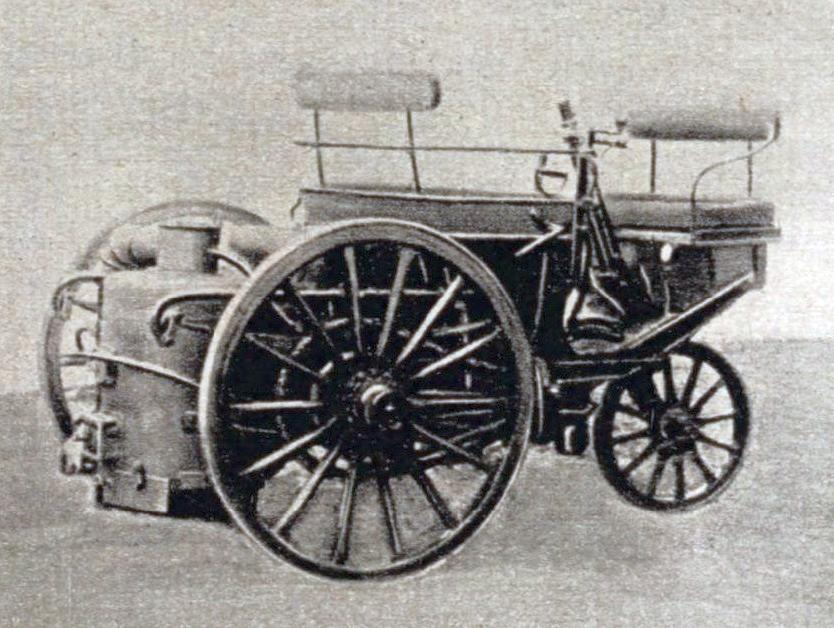
(Visto desde otro ángulo)
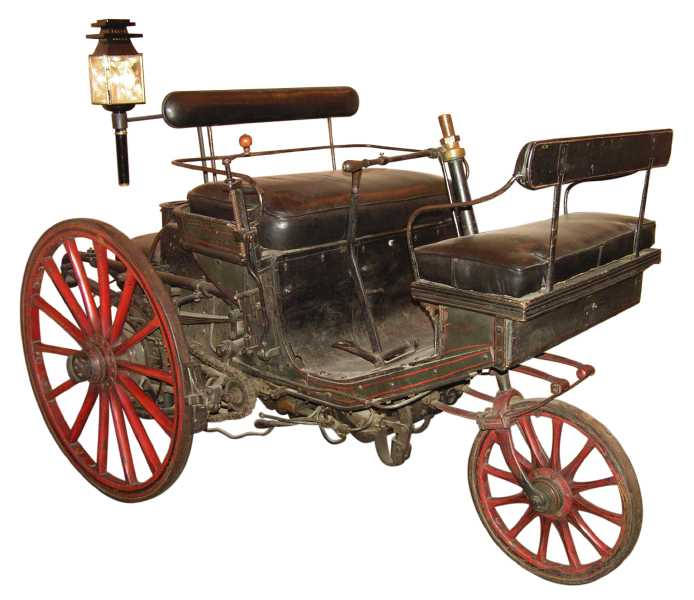
(Con iluminación) (1888)
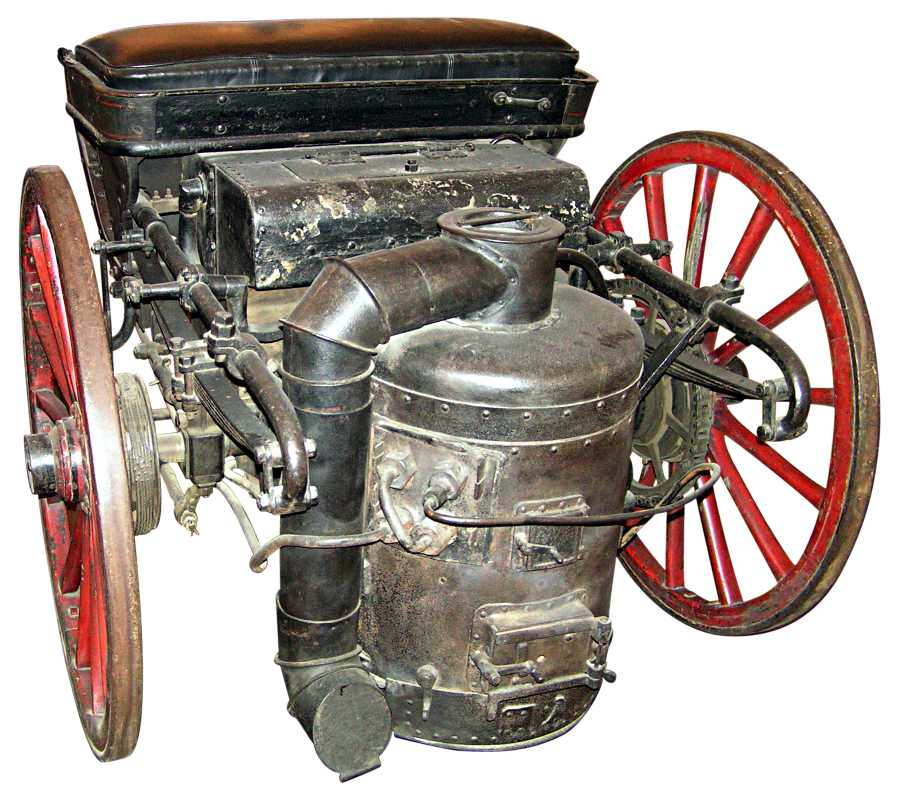
Su motor trasero, debido al propio Serpollet (1888)
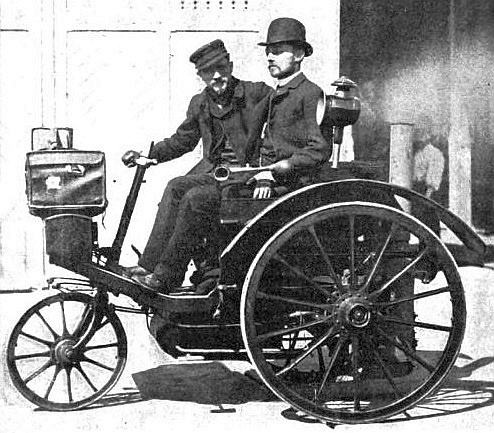
Léon Serpollet y Ernest Archdeacon, durante el primer viaje París-Lyon en el triciclo automóvil (1890)
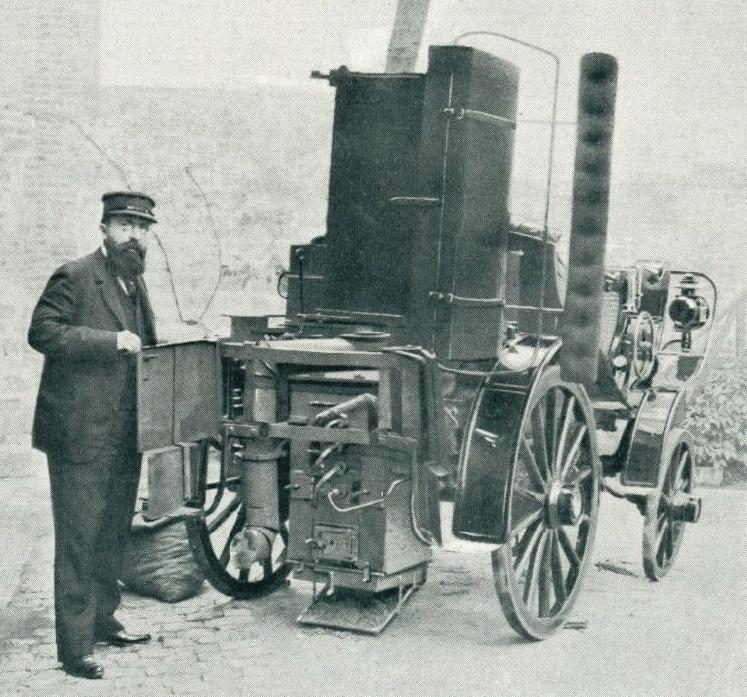
El automóvil de vapor Serpollet de cuatro ruedas más antiguo vendido (alrededor de 1893)

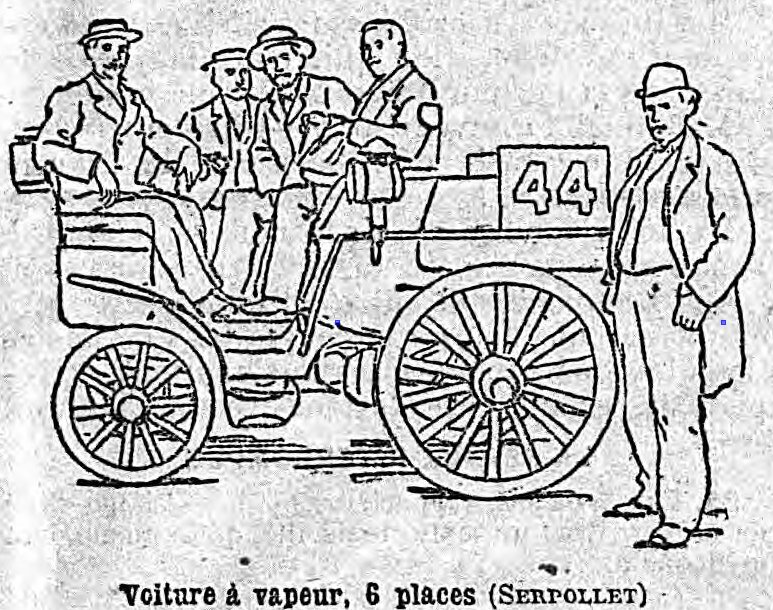
Serpollet Coche de vapor Prandiéres no ha terminado Competición del 'Petit Journal' de Carros sin Caballos, París-Ruan Le Petit Journal 22 de julio de 1894
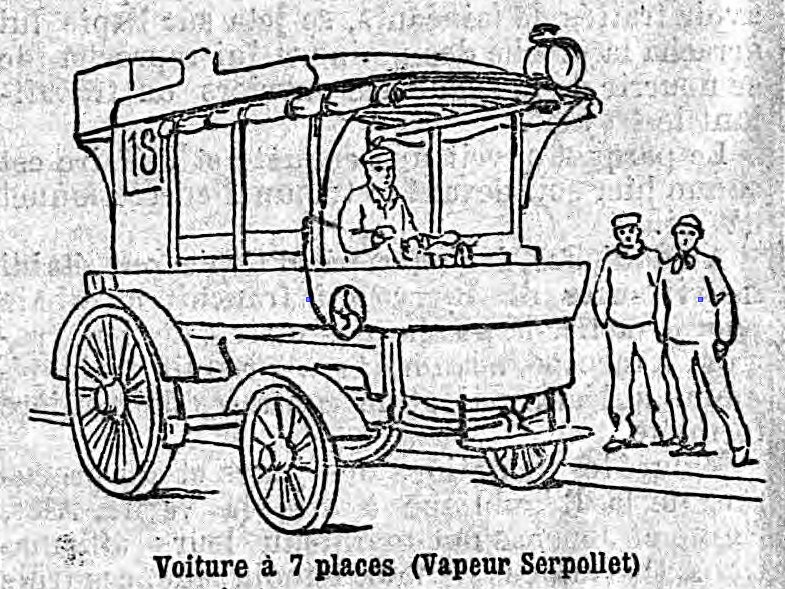
Serpollet Coche de vapor con 7 asientos Ernest Archdeacon finaliza 16 Competición del 'Petit Journal' de Carros sin Caballos, París-Ruan. Le Petit Journal 22 de julio de 1894
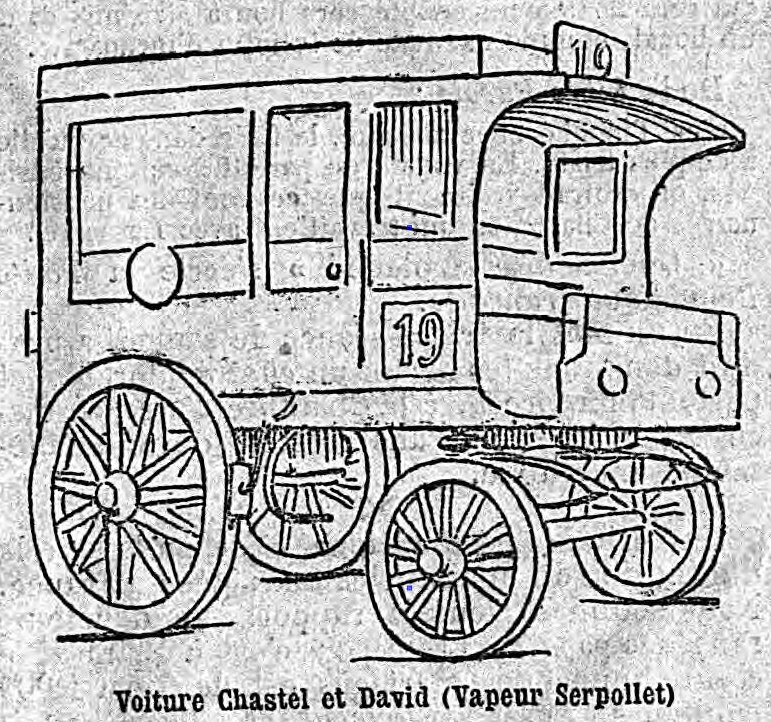
Chastel y David Serpollet Coche de vapor Étienne le Blant no ha terminado Competición del 'Petit Journal' de Carros sin Caballos, París-Ruan. Le Petit Journal 22 de julio de 1894

- Serpollet 
 Coche de vapor 
 Prandiéres no ha terminado 
 Competición del 'Petit Journal' de Carros sin Caballos, París-Ruan Le Petit Journal 
 22 de julio de 1894
- Serpollet 
 Coche de vapor con 7 asientos 
 Ernest Archdeacon finaliza 16 
 Competición del 'Petit Journal' de Carros sin Caballos, París-Ruan.
Le Petit Journal 
 22 de julio de 1894
- Chastel y David Serpollet 
 Coche de vapor 
 Étienne le Blant no ha terminado 
 Competición del 'Petit Journal' de Carros sin Caballos, París-Ruan. Le Petit Journal
22 de julio de 1894

Gardner-Serpollet (vapor) 5 CV doble faetón (1900) en la carrera de coches Londres-Brighton 2010
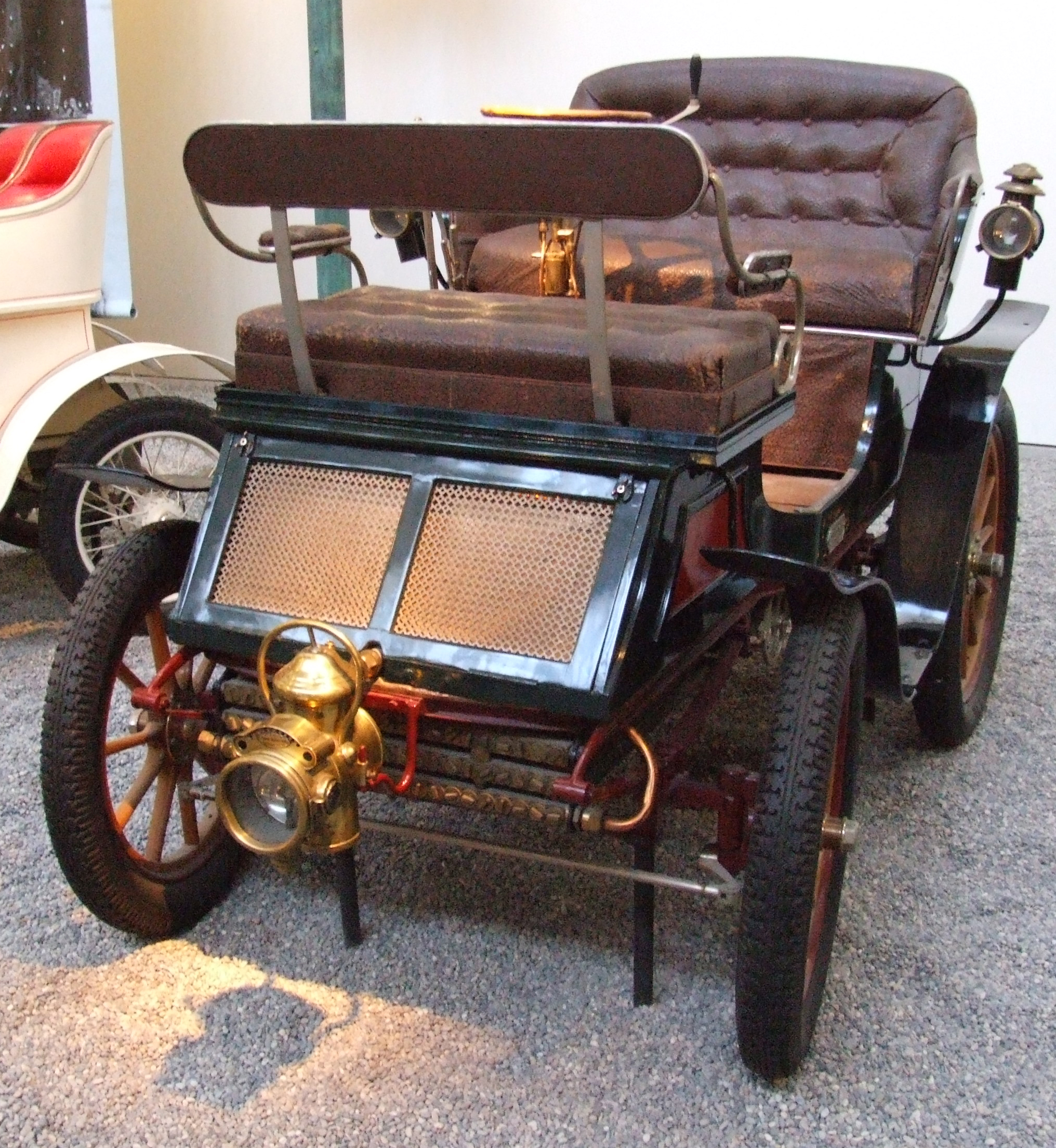
Serpollet Vis-à-Vis Tipo D (1901), Colección Schlumpf (Mulhouse)
Serpollet Phaeton doble tipo A (1902), colección Schlumpf (Mulhouse)
Serpollet Tandem Race Tipo H (1902), participante de la carrera París-Madrid
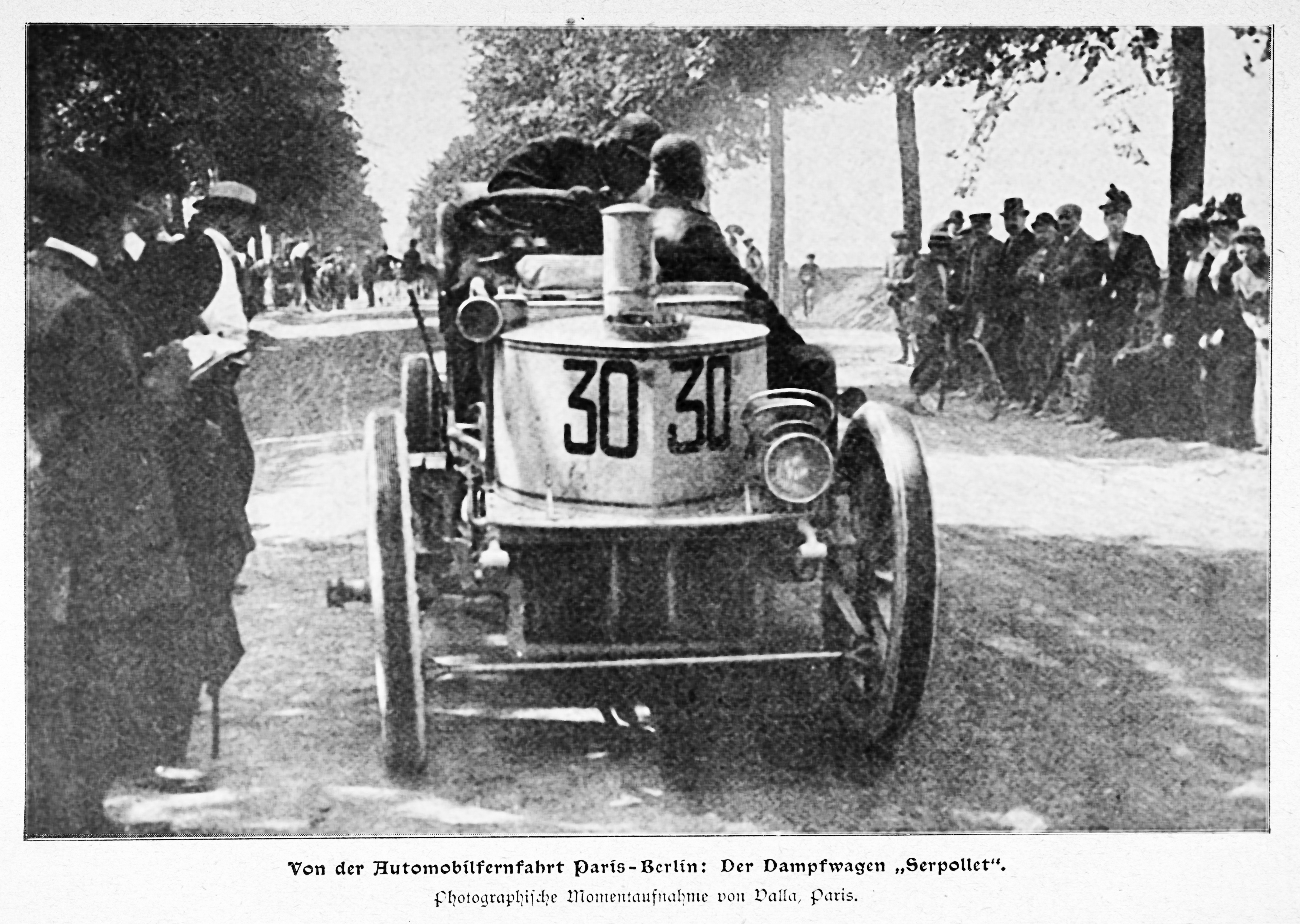
Léon Serpollet en la prueba París-Berlín de 1901 (abandono)
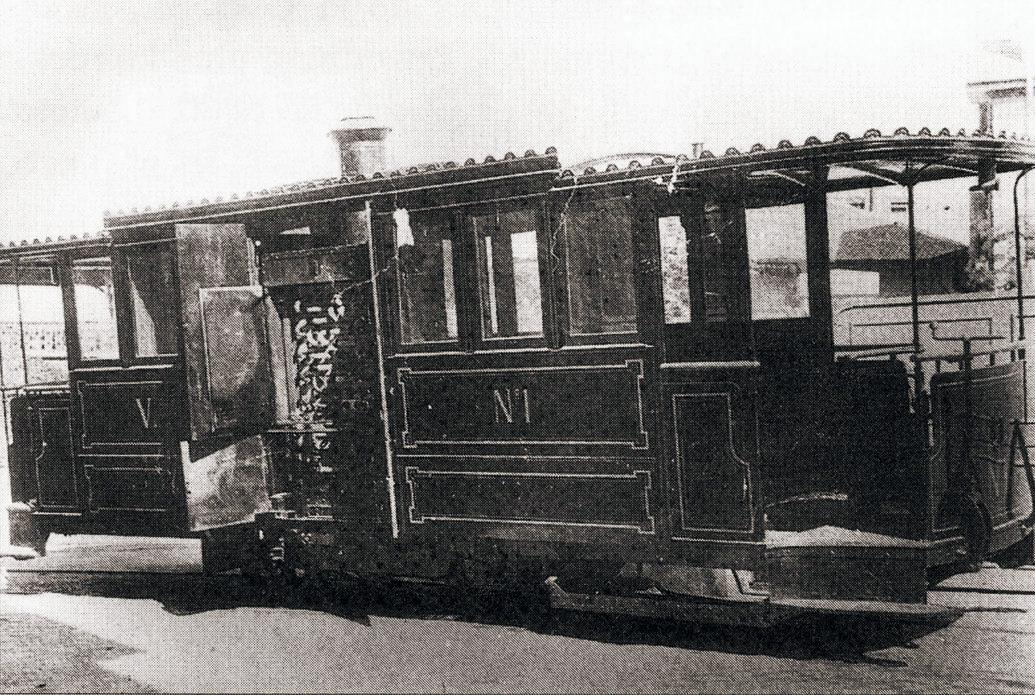
Automotor Serpollet de la Sociedad de Ginebra de Ferrocarriles de Vía Estrecha (VE).

## Reconocimientos

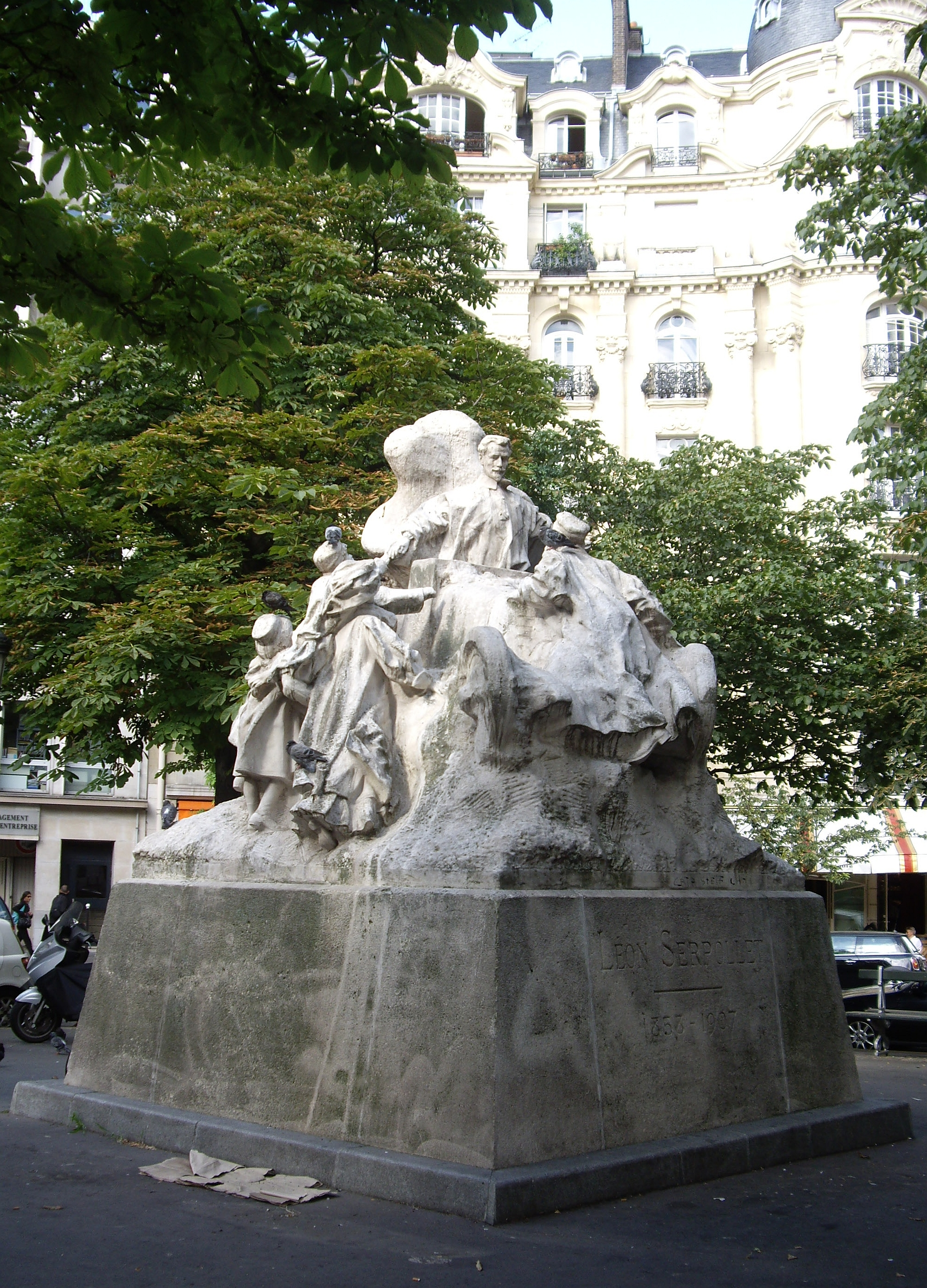
Estatua monumental de Léon Serpollet, obra de Jean Boucher, inaugurada en 1911 en medio de la plaza Saint-Ferdinand, XVII Distrito de París

- Fue nombrado Caballero de la Legión de Honor.[15]
- En su memoria se dio nombre a la plaza Léon-Serpollet en 1991, en el lugar donde estaba su taller en el XVIII Distrito de París.